# Nasoona locketi
Nasoona locketi är en spindelart som beskrevs av Alfred Frank Millidge 1995. Nasoona locketi ingår i släktet Nasoona och familjen täckvävarspindlar. Inga underarter finns listade i Catalogue of Life.